# جريبافلوكساسين
جريبافلوكساسين هيدروكلوريد  Grepafloxacin hydrochloride (الاسم التجاري Raxar من إنتاج غلاكسو سميث كلاين) وهو يعتبر مضاد حيوي ذو طيف واسع والزمرة الدوائية هي الفلوروكوينولون يعطى عن طريق الفم وهو عامل مضاد للبكتيريا يستخدم لعلاج ال عدوى البكتيرية. تم سحب جريبافلوكساسين في جميع أنحاء العالم من الأسواق في عام 1999،, بسبب الآثار الجانبية المتمثلة في إطالة فترة كيو تي QT على تخطيط القلب الكهربائي،تتعلق مدة فترة كيو تي QT بشكل مباشر بسرعة القلب، كلما ارتفعت سرعة القلب قصرت مدة فترة كيو تي. مما يؤدي إلى مشاكل في القلب و الموت المفاجئ.

## الاستعمال الطبي
يستخدم طبيا لعلاج الأشخاص البالغين الذين يعانون الالتهابات الخفيفة والمتوسطة. يستخدم لعلاج التفاقم من التهاب الشعب الهوائية المزمن التي تسببها البكتيريا الحساسة (مثل: المستدمية النزلية المكورة الرئوية أو النزلية الموراكسيلة المعتدلة. الالتهاب الرئوي (، بالإضافة إلى الميكروبات المذكورة أعلاه، والناجمة عن المفطورة الرئوية) المكتسبة من المجتمعالسيلان و التهاب الإحليل غير السيلاني و التهاب عنق الرحم (على سبيل المثال سببه الكلاميديا أو الميورة الحالة لليوريا)

## الحركية الدوائية
الديناميكية الدوائية للجريبافلوكساسين Grepafloxacin تتعلق بأن له نشاط في المختبر ضد طائفة واسعة من الكائنات الحية الدقيقة الهوائية إيجابية الجرام وسالبة الجرام، وكذلك بعض الكائنات الحية الدقيقة شاذة. يحدث الامتصاص بسرعة وعلى نطاق واسع يمتص بعد تناوله عن طريق الفم. التوافر الحيوي المطلق هو حوالي 70٪.

## ستيريوشيميستري
غريبافلوكساسين يحتوي على ستيريوسنتر ويتكون من اثنين إنانتيوميرس. هذا هو راسيمات، أي خليط 1: 1 من ( R ) و ( S ) - شكل:
| إنانتيوميرس من غريبافلوكساسين | إنانتيوميرس من غريبافلوكساسين |
| ----------------------------- | ----------------------------- |
| CAS-Nummer: 146761-68-4       | CAS-Nummer: 146761-69-5       |